# Hippasa greenalliae
Hippasa greenalliae är en spindelart som först beskrevs av John Blackwall 1867.  Hippasa greenalliae ingår i släktet Hippasa och familjen vargspindlar. Inga underarter finns listade i Catalogue of Life.